# Шубин, Анатолий Алексеевич
Анатолий Алексеевич Шубин (род. 1 июля 1952, Пермь) — российский театральный деятель.

## Биография
В 1981 году окончил Ленинградский государственный институт театра, музыки и кинематографии, театрально-постановочный факультет.
Первый спектакль «Отпуск по ранению» В. Кондратьева сделал на сцене Свердловского театра юного зрителя в 1980 г. С 1981 г. — главный художник театра.
С тех пор оформил более ста спектаклей в различных театрах страны. Среди лучших спектаклей: «Кто, если не ты?» В.Суглобова, реж. Д.Астрахан. 1982 г. (премия Свердловского обкома комсомола); «Иуда Искариот» Л.Андреева, реж. А.Праудин. 1988 г. (главный приз фестиваля в Москве, посвященного 60-летию образования детских театров России); «Алиса в Зазеркалье» по Л.Кэрролу, реж. А.Праудин.1989 г. (Государственная премия России; лауреат фестиваля «Лучшие спектакли России»); «Чайка» А. Чехова, реж. Г.Цхвирава. 1992 г. (лауреат С-Петербургского фестиваля «Полет Чайки»); «Доходное место» А.Островского, реж. В.Рубанов. Омск. 1992 г. (лауреат фестиваля в Москве, посвященного 100-летию А.Островского); «Человек Рассеянный» Н.Скороход по С.Маршаку, реж. А.Праудин. 1992 г. (лауреат фестивалей в России, Германии, Швеции, Греции, Швейцарии); «С любовью не шутят» А.Мюссе, реж А.Санатин. 1993 г. (премия Екатеринбургского отделения СТД за лучшую сценографию года); «Фифа с бантом» Н.Скороход, реж. А.Праудин. 1994 г. (лауреат фестивалей в России, Швейцарии). Весной 1998 г. А.Шубину присуждена I премия Областного конкурса на лучший театральный плакат за серию плакатов к спектаклям ТЮЗа: «Чайка», «Человек Рассеянный», «Фифа с бантом», «Колобок».
За спектакли «Дневник Анны К.» (2000 г.) и «Матрос Чижик» (2007 г.) художник удостоен премии Губернатора Свердловской области «За выдающиеся достижения в области литературы и искусства»; в 2013 г., в составе авторов проекта «Театр у школьной доски», стал лауреатом премии имени В. Н. Татищева и Г.В. де Геннина в области культуры.
Помимо сценографии художник активно работает в станковой графике и живописи. Член Союза художников России с 1987 года. Участник городских, областных, региональных и международных выставок. Лауреат премии им. Геннадия Мосина (2008 г.).
Декорационные установки Анатолия Шубина всегда смелы и оригинальны. Они не только задают тон спектаклю, но и становятся его образной формулой, отражающей духовную суть и эмоциональный климат любой из пьес. Так «Чайку», к примеру, определяет игра в крокет. Вот почему ворота для этой игры, (большие и маленькие, но обязательно белые) своеобразно обрамляют сцену, действуя там, как в буквальном, так и в переносном смысле; они же — рефреном выходят и на афишу к спектаклю. Афиши Шубина — просто блистательны. Характер их по аскетичности художественных средств графически стильны, а по образной выразительности волнующе емок и поэтичен. Даже станковые живопись и графика этого художника обнаруживают некую внутреннюю и вполне закономерную театрализацию, её силу и нерв. Пастельные натюрморты из, вроде бы, сугубо натурной серии «Жизнь вещей» — отличное тому доказательство.
Будучи, прежде всего, художником театра драматического, Анатолий в свое время не побоялся начать работу над оформлением спектакля Екатеринбургского театра кукол «Свет ликующий». Эта постановка была задумана театром совместно с местной епархией к празднованию 2000-летия Рождества Христова, на ее создание авторы получали благословение Архиепископа Екатеринбургского и Верхотурского Викентия. «Свет ликующий» был решен в традициях почти забытого, но очень популярного в дореволюционной России, рождественского вертепа. Куклы Анатолия Шубина говорили с маленькими зрителями о добре и зле, рассказывая вечную библейскую историю чуда рождения Спасителя. Этот спектакль стал настоящим событием в театральной жизни России.
Про Шубина можно с уверенностью сказать, что он художник со сложившимся авторским почерком, стилем. Сложность внутреннего мира и профессионализм мастера делают его полноправным соавтором тех спектаклей, над которыми он работает. Он как никто другой может понять и воплотить на сцене любой режиссерский замысел; он способен проникнуть в самую суть драматургического произведения, точно передав его атмосферу.

## Театральные работы
В «Школе современной пьесы»:
«Лондонский треугольник» (2013)
В Екатеринбургском ТЮЗе:
«Каштанка» (2001)
«Бременские музыканты» (2002)
«Матрос Чижик» (2006)
"Аладдин и волшебная лампа" (2007)
«Волшебный сундучок» (2010)
«У ковчега в восемь» (2013)
«Похождения бравого солдата Швейка» (2014)
«Шли девчонки по войне» (2015)